# Jacques Sautereau
Marie Maurice Jacques Alfred Sautereau (Louveciennes, Yvelines, 7 de setembre de 1860 – Saint-Mandé, Val-de-Marne, 23 de novembre de 1936) va ser un jugador de croquet francès, que va competir a finals del segle xix i primers de xx. El 1900 va prendre part en els Jocs Olímpics de París en la competició de croquet, on guanyà la medalla de bronze en la prova individual a dues boles.